# Absal Äschighalijew
Absal Abajuly Äschighalijew (kasachisch Абзал Абайұлы Әжіғалиев, russisch Абзал Абаевич Ажгалиев / Absal Abajewitsch Aschgalijew; englisch Abzal Azhgaliyev; * 30. Juni 1992 in Oral) ist ein kasachischer Shorttracker.

## Werdegang
Äschighalijew debütierte im September 2009 in Peking im Shorttrack-Weltcup und belegte dabei den 55. Platz über 1500 m. Anfang Februar 2011 holte er bei den Winter-Asienspielen in Astana die Bronzemedaille mit der Staffel. Bei den Olympischen Winterspielen 2014 in Sotschi errang er den fünften Platz mit der Staffel. Zu Beginn der Saison 2016/17 kam er in Calgary mit dem Platzierungen acht und vier jeweils über 500 m erstmals unter den ersten Zehn im Einzelweltcup. Beim folgenden Weltcup in Salt Lake City holte er über 500 m seinen ersten Weltcupsieg. Zudem wurde er dort Dritter mit der Staffel. Im weiteren Saisonverlauf erreichte er mit fünf Top-Zehn-Platzierungen, darunter Platz drei mit der Staffel und Platz zwei über 500 m in Minsk, den zweiten Platz in Weltcup über 500 m. Bei der Winter-Universiade 2017 in Almaty holte er die Bronzemedaille mit der Staffel und die Silbermedaille über 500 m. Im März 2017 wurde er bei den Shorttrack-Weltmeisterschaften in Rotterdam Sechster mit der Staffel. Bei den Olympischen Winterspielen 2018 in Pyeongchang errang er den neunten Platz über 500 m und den achten Rang mit der Staffel. In der Saison 2018/19 erreichte er mit dem dritten Platz über 500 m in Almaty und dem zweiten Rang über 500 m in Calgary, den achten Platz im Weltcup über 500 m. In der folgenden Saison wurde er in Salt Lake City und in Dordrecht jeweils Dritter über 500 m und belegte damit den dritten Gesamtrang.

## Persönliche Bestzeiten
- 500 m      39,881 s (aufgestellt am 3. November 2019 in Salt Lake City)
- 1000 m    1:24,275 min. (aufgestellt am 8. Dezember 2018 in Almaty)
- 1500 m    2:19,974 min. (aufgestellt am 2. Februar 2013 in Sotschi)
- 3000 m    5:22,460 min. (aufgestellt am 28. August 2010 in Ak-bulak)